# Mojsiki
Mojsiki – wieś w Polsce położona w województwie podlaskim, w powiecie wysokomazowieckim, w gminie Sokoły.
Wieś była własnością starosty guzowskiego i nowomiejskiego Stanisława Opalińskiego, leżała w województwie podlaskim w 1673 roku. W latach 1975–1998 miejscowość administracyjnie należała do województwa łomżyńskiego.
| SIMC    | Nazwa    | Rodzaj    |
| ------- | -------- | --------- |
| 0406009 | Borzyska | część wsi |

Wierni kościoła rzymskokatolickiego należą do parafii Wniebowzięcia Najświętszej Maryi Panny w Waniewie.

## Historia
Miejscowość wchodziła w skład dóbr Kowalewszczyzna.
Pod koniec wieku XIX wieś należała do powiatu mazowieckiego, gmina Kowalewszczyzna, parafia Waniewo. Powierzchnia gruntów wynosiła 257 morgów.
W 1891 roku włościanie, wieś, osób 166, gospodarzy 10. W 1891 roku osada dworska, osoby 3, gospodarz 1. Razem wieś i osada dworska: domy drewniane 12, dom murowany 1, morgi 273: orna 120, łąki 84.
W roku 1921 było tu 18 budynków z przeznaczeniem mieszkalnym oraz 137 mieszkańców (72 mężczyzn i 65 kobiet). Wszyscy podali narodowość polską i wyznanie rzymskokatolickie.

## Obiekty zabytkowe
- krzyż przydrożny[10].